# بيتر لافي
بيتر لافي (بالإنجليزية: Peter Levy)‏ هو مصور سينمائي أسترالي، ولد في 5 سبتمبر 1955 في سيدني في أستراليا.

## وصلات خارجية
- بيتر لافي على موقع IMDb (الإنجليزية)
- بيتر لافي على موقع ألو سيني (الفرنسية)
- بيتر لافي على موقع أول موفي (الإنجليزية)
- بيتر لافي على موقع قاعدة بيانات الأفلام السويدية (السويدية)
- بيتر لافي على موقع قاعدة بيانات الفيلم (الإنجليزية)
- بيتر لافي على موقع كينوبويسك (الروسية)